# Simulium rhopaloides
Simulium rhopaloides är en tvåvingeart som beskrevs av Craig, Englund och Takaoka 2006. Simulium rhopaloides ingår i släktet Simulium och familjen knott. Inga underarter finns listade i Catalogue of Life.